# Kungälvs SK
Kungälvs SK bildades 1929 som en skridskoklubb, men har senare kommit att förknippas med bandy. Säsongen 1969/1970 kvalspelade man till Sveriges högsta division i bandy.

### Fotnoter
1. ↑  Jonas Hermansson. ”Historia”. Kungälvs SK. Arkiverad från originalet den 25 juli 2019. https://web.archive.org/web/20190725160740/https://www.kungalvssk.se/Kontaktochinfo/Historia. Läst 25 juli 2019.
2. ↑  ”Bandy”. Hammarby IF:s historia. 25 februari 1970. http://hifhistoria.se/Historia/1970.html. Läst 25 juli 2019.